# She's Out of My Life
«She's Out of My Life» (en español: «Ella está fuera de mi vida») es una canción escrita por el compositor estadounidense Tom Bahler e interpretada por el cantante estadounidense Michael Jackson. Bahler escribió la canción para Karen Carpenter, quien se separó de él después de descubrir que había tenido un hijo con otra mujer. La canción ha sido interpretada por diversos artistas, entre ellos: Michael Jackson, Patti LaBelle, Ginuwine, 98 Degrees, S Club 7, Barbara Mandrell, Willie Nelson y Josh Groban.

## La versión de Michael Jackson
La canción fue el cuarto sencillo del álbum Off the Wall de Michael Jackson. Bahler, su compositor, se sorprendió cuando Quincy Jones, productor del disco, propuso que Jackson la grabara como forma de darle madurez.
Supuso un momento clave en la carrera de Jackson. Por una parte, formaba parte del primer álbum que el artista grababa con Quincy Jones, disco que a la postre relanzaría su carrera en solitario. Por otra parte, Jones explica que le sirvió a Jackson para interpretar una emoción más madura que la que solía tener alguien de su edad. En palabras del propio Quincy Jones: 

«She's Out of My Life», esta canción que he estado guardando durante tres años, da para sentir el dolor en ella, ¿sabes? Guardé la canción y finalmente algo me dijo: «este es el momento adecuado para dársela a Michael».

Y cuando la grabamos con Michael, sé que fue una experiencia que nunca pensó en cantar en una canción, porque es una emoción muy madura. Y al final de cada toma, lloraba. Hicimos, no sé, alrededor de 8 a 11 tomas, y en cada una de ellas, al final, estaba llorando y yo estaba como, «Oye, así es como se supone que debe ser, déjalo así».

### Versiones
- Álbum Versión / versión sencillo (3:37)
- Demo (3:18)
- Live In Triumph Tour 1981 (4:48)
- Live In Triumph Tour 1981 - Edited (3:45)

### Lista de canciones

#### Sencillo británico
1. «She's Out of My Life» – 3:38
2. «Push Me Away» (con The Jacksons)

#### Sencillo estadounidense
1. «She's Out of My Life» – 3:38
2. «Get on the Floor» – 4:57

## Posicionamiento en listas
| Lista(1980)                                            | !Máxima posición |
| ------------------------------------------------------ | ---------------- |
| Australia (Kent Music Report)                          | 17               |
| Canadá (RPM Top Singles)                               | 15               |
| Estados Unidos (Billboard Hot 100)                     | 10               |
| Estados Unidos (Adult Contemporary)                    | 4                |
| Estados Unidos (Cash Box Top 100)                      | 14               |
| Estados Unidos (Radio & Records CHR/Pop Airplay Chart) | 10               |
| Irlanda (IRMA)                                         | 4                |
| Nueva Zelanda (Recorded Music NZ)                      | 6                |
| Países Bajos (Mega Single Top 100)                     | 13               |
| Países Bajos (Dutch Top 40)                            | 19               |
| Reino Unido (UK Singles Chart)                         | 3                |
| Lista (2009)                                           | Máxima posiciónn |
| Países Bajos (Mega Single Top 100)                     | 57               |
| Reino Unido (UK Singles Chart)                         | 88               |